# Daktüloszok
A daktüloszok (görögül: Δάκτυλοι) a görög mitológiában démonikus lények; a hiedelem szerint Rhea–Kübelé kíséretét alkották Phrügia térségben (Kis-Ázsia), az Ida-hegyen éltek. (Más változat szerint: a Kréta szigeti Ida-hegyen, azt követően, hogy ott meghonosodott Rheia–Kübelé kultusza.) A daktüloszoknak tulajdonították a fémmegmunkálás feltalálását. A phrügiai daktüloszok sorra: Kelmisz (az olvasztani szóból), Damnameneusz (a megfékezni szóból) és Akmón (az üllő szóból); Krétán öten voltak, Héraklész, Paióniosz, Epimédész, Iasziosz és Akeszidasz. (Más források szerint: tízen, ötvenketten, százan.) A daktüloszokat a kurészekkel, a korübaszokkal és telkhinekkel azonosították. Az olümpiai versenyjátékok bevezetését Éliszben szintén nekik tulajdonították.